# Patisirawalang
Patisirawalang is een bestuurslaag in het regentschap Flores Timur van de provincie Oost-Nusa Tenggara, Indonesië. Patisirawalang telt 1029 inwoners (volkstelling 2010).